# Paul Gubitz
Paul Constantin Gubitz, född 23 maj 1999 i Suhl, är en tysk rodelåkare.

## Karriär
Vid VM 2025 i Whistler tog Gubitz guld tillsammans med Hannes Orlamünder i dubbel samt silver tillsammans med Hannes Orlamünder, Dajana Eitberger och Magdalena Matschina i mixeddubbel.